# Zombieland
Zombieland är en amerikansk skräck-komedifilm från 2009.

## Handling
Filmen utspelar sig en kort tid efter att ett okänt virus har förvandlat alla till zombier. Huvudpersonen Columbus (Jesse Eisenberg) har hållit sig vid liv genom att följa en enkel lista med regler. Han stöter på Tallahassee (Woody Harrelson) som är en halvgalen skjutglad cowboy som efter att ha förlorat all mening i sitt liv är ute efter den sista kvarvarande twinkien.

## Rollista (i urval)
- Jesse Eisenberg – Columbus
- Woody Harrelson – Tallahassee
- Emma Stone – Wichita
- Abigail Breslin – Little Rock
- Amber Heard – 406
- Bill Murray – Som sig själv (cameo)
- Derek Graf – Clown Zombie

## Uppföljare
Zombieland fick en uppföljare 2019 i filmen Zombieland: Double Tap.